# Шемария из Негропонта
Шемария бен-Илия из Негропонта (ивр. שמריה בן אליה האיקריטי‎), или Шемария Икрити (Критянин; род. ок. 1275 в Риме; ум. ок. 1355), — библейский критик, философ и поэт, один из представителей еврейской культуры в Италии, современник Данте и Иммануила Римского .

## Биография
Родился около 1275 года в Риме; отец Илия после его рождения переселился на остров Крит, где занимал пост раввина; этим объясняется прозвище «На-Jewani» (грек) или «На-Ikriti» (критянин), которое сохранилось за его сыном как «Икрити». Шемария Икрити гордился происхождением от старого рода, предпоследний представитель которого носил прозвище «Римлянин» (רומנום).
В молодости Шемария изучал почти исключительно философию; в 1305 г. он занялся комментированием Св. Писания; к этой работе он был хорошо подготовлен благодаря философским познаниям, большой начитанности в талмудической и экзегетической литературах и знанию латинского, греческого и итальянского языков. Перевёл с греческого «Логику» Аристотеля. Как многие из его современников, Шемария был в научном отношении эпигоном (последователем) великих еврейских философов и экзегетов; он близко придерживался экзегетики Авраама ибн-Эзры.
Когда его работы на философско-библейские темы стали известны, он обратил на себя внимание Роберта Неаполитанского, которому он прислал свои первые работы по библейской экзегетике с надписью: «Нашему высочайшему королю Роберту, который, кроме своей королевской короны, украшен ещё короной мудрости, посылаю я объяснения к истории сотворения мира и к Песни Песней». По совету короля, Шемария стал исключительно заниматься (ок. 1325) комментированием Библии. В 1328 году он мог представить королю философский комментарий к книге Иова и истории о сотворении мира, что составляло, по словам Шемарии, тысячную часть задуманного им крупного комментария на всю Библию. Этот труд должен был осуществить заветную мечту Шемарии — примирить раббанитов с караимами. По-видимому, Шемария пользовался известным влиянием среди последних, так как караимский учёный Аарон бен-Элия из Никомедии отзывается о нём с уважением.
Смерть старшего сына, Авраама (ок. 1330), разрушила планы Шемарии. Он бросил свой труд и занялся воспитанием второго сына, Исмаила. Общество, заинтересованное работой Шемарии, обратило внимание на затишье, наступившее в его деятельности; римская община запросила Шемарию письменно о ходе его работ. В ответном письме Шемария сообщает, что его труд почти готов; недостает только комментария к трём последним книгам Пятикнижия.
Вскоре Шемария снова принялся за работу, прервав её лишь на некоторое время, чтобы написать «опровержение мнения философов о сотворении мира» («Sefer Hamoreh», 1346); где Шемария говорит о своём мессианском призвании и заявляет, что сочинение было ему инспирировано самим Богом. По-видимому, Шемарии удалось закончить свой «жизненный труд», в котором он стремился доказать превосходство раввинизма над учением караимов.
Чтобы фактически примирить раббанитов с караимами, Шемария отправился к последним, но потерпел полную неудачу. Все-таки он поехал около 1352 г. в Кастилию и Андалузию, чтобы обратить аль-Андалусских караимов в раввинизм, и там встретил недружелюбный приём. Согласно злобному стихотворению его врага Моисея бен-Самуил де Рокемаура, крестившегося в 1360 г., Шемария выдавал себя за Мессию, который спасёт Израиль в 5118 году от сотворения мира (1358 год). Возможно, что Шемария говорил лишь о соединении двух враждующих лагерей в еврействе, считая это «спасением» (פדות). Обвинение Шемарии в мессианстве, по мнению историков, ни на чём не основано.
Шемария путешествовал по разным испанским городам, но везде встречал насмешки и ненависть. Вследствие доноса он был арестован и умер в тюрьме ок. 1355 года.

## Труды
- «Sefer ha-Mora» (1346) — опровержение мнения философов о сотворении мира[1].
- «Elef ha-Magen» («Тысяча щитов») — комментарий к агаде в трактате «Мегила».

О поэтическом даровании Шемарии свидетельствуют его пиуты и другие стихотворения.